# Bewegung Demokratischer Patrioten
Die Bewegung Demokratischer Patrioten (arabisch حركة الوطنيون الديمقراطيون, Al-Watad, französisch Mouvement des patriotes démocrates, Kürzel MOUPAD) ist eine marxistische und arabisch-nationalistische Partei in Tunesien. Sie wurde im Zuge der „Jasminrevolution“ gegründet und im Januar 2011 registriert. Ihr Generalsekretär war Chokri Belaïd, der am 6. Februar 2013 erschossen wurde.
Die Bewegung Demokratischer Patrioten unterstützt ein parlamentarisches System, die ausgeglichene Entwicklung der Landwirtschaft und der Leichtindustrie, sowie Kampagnen gegen die Ausbeutung der Arbeiterklasse Tunesiens. 

## Geschichte
Gegründet im Jahre 1981 wurde die Bewegung erst 2011, nach der tunesischen Revolution 2010 legalisiert. Bei den Wahlen 2011 gewann die Bewegung Demokratischer Patrioten einen Sitz in der Verfassunggebenden Versammlung - Mongi Rahoui aus dem Wahlkreis Jendouba.
Im Oktober 2012 gründete die Partei ein Bündnis, die Volksfront, mit der Tunesischen Arbeiterpartei, der Bewegung Sozialistischer Demokraten, der Grünen Partei, den irakisch und syrisch geführten Zweigen der Baath-Partei sowie anderer sich als fortschrittlich verstehender Parteien und Unabhängiger.